# Fiona Carter
Fiona Carter es un personaje ficticio de la serie de espionaje Spooks. Fiona fue interpretada por la actriz Olga Sosnovska del 1 de noviembre de 2004 al 13 de noviembre de 2005.

## Trabajo en el MI6&MI5
Fiona Carter, también usa el nombre de Amelia, antes de llegar al MI5 fue una oficial del Servicio Secreto de Inteligencia del Reino Unido el "MI6" donde trabajó junto a su esposo Adam Carter y el agente Zafar Younis. 
Fiona disfruta de cambiar de identidades y de las mentiras que estas conllevan, es una agente poseedora de una gran inteligencia y habilidad para el trabajo de campo y encubierto; es leal a su familia y compañeros, aunque en ocasiones entra en conflicto entre el papel de ser madre y ser espía, aunque ama mucho a su hijo Wes nunca dejaría su trabajo.
Durante una de las operaciones del MI6 Adam es capturado y torturado en el Medio Oriente por Farook Sukkareih.

### Tercera temporada
Su primera aparición fue en el episodio 4 de la 3.ª temporada, como una oficial de vigilancia del MI6 encargada de monitorear las pláticas de paz entre el Medio Oriente y Londres; también ayuda a Adam a seguir a David Swift, para lograr que Swift vendiera su periódico y dejara el Reino Unido; Fiona finge una violación lo acusa de ser el autor. 
Fiona toma el lugar de Zoe Reynolds luego de que esta fuera encontrada culpable de cometer un error en una misión secreta y se viera obligada a huir a Chile con la ayuda del equipo. 
En el episodio 8 Fiona se transfiere del MI6 al MI5, creyendo que esto le permitirá tener una vida familiar más normal junto a Adam y Wes. Al inició Adam no está de acuerdo pero ella insiste. Fiona va encubierto haciéndose pasar por una agente de ventas enviada por la empresa francesa de cosméticos "Vita Nuova", quienes recientemente han nombrado a la pareja de estrellas Riff y a B, quienes han sufrido el secuestro de su hijo Alfie. El Presidente de la Comisión Conjunta de Inteligencia Oliver Mace quiere que el MI5 sea visto más tierno y ordena al equipo encontrar al bebé.
Inconforme con hacerse pasar por un policía Harry Pearce decide mandar a Fiona encubierto, quien rápido se gana la confianza de B. Durante el transcurso de la operación Fiona descubre que B es una adicta a la cocaína y en un momento llega a probarla; también descubre que ella planeó el secuestro de su propio hijo con el fin de obtener publicidad y sin importarle los sentimientos de su esposo Riff. 
En el episodio 10 temporada las cosas se ponen feas luego de que Fiona y Danny Hunter fueran tomados como rehenes por un grupo de extremistas iraquíes quienes tenían la intención de asesinar al primer ministro, tras un intento fallido por escapar y haber matado a uno de sus captores; el jefe del grupo ordena a Adam elegir quien sería ejecutado primero, sin embargo no es capaz de tomar una decisión y Danny en una movida heroica decide ser él quien muera, provocando a los extremistas hasta que se hartan y le disparan en la cabeza, mientras que Adam convence a uno de los extremistas de no matar al primer ministro y luego suicidarse, el jefe del grupo nota que algo está mal y ordena que Fiona sea quemada viva mientras es grabado; al final Adam encuentra donde se encuentran escondidos y la salva, mientras que el SAS mata al resto de los extremistas.

### Cuarta temporada
En el primer episodio y tras los acontecimientos del final de la tercera temporada, Fiona se siente indispuesta a causa del dolor y no es capaz de asistir al funeral de Danny y toma una licencia para salir del trabajo.
Sin embargo regresa a trabajar en el tercer episodio donde va de encubierto como la gerente de Relaciones Públicas, Emily Glover para ver el surgimiento de William Sampson. 
Las cosas se derrumban en el episodio 7, durante una de las operaciones donde se encontraban Jo Portman y Fiona, esta se encuentra con su que su exesposo Farook Sukkareih un hombre desquiciado y terrorista, el cual creía muerto no lo esta. Farook se entera de que está casada con Adam Carter (a quien había capturado y torturado en una de las operaciones del MI6 ), y que ambos están casados y vivos.
Fiona en un intento de poner a su familia a salvo sale a matarlo pero es secuestrada por su exesposo y sus hombres y en un intento por escapar se corta las muñecas con unos vidrios rotos, luego de haber roto un espejo y finge un falso suicidio, logrando que abrieran la puerta Fiona corre sin embargo Farook le dispara y muere en manos de su esposo Adam; sus últimas palabras fueron que cuidara bien de Wes, tras la muerte de Fiona, Adam queda viudo y solo para educar a Wes, que lo dejó destrozado, temeroso y afligido, lo cual lo perjudico en varias de las operaciones, hasta llegar al punto de tener un ataque de pánico, durante estas.
Su lugar fue ocupado por la agente Jo Portman quien había sido reclutada por Adam y se ganó un lugar en el grupo luego de haberles salvado la vida Ruth Evershed, Zafar Younis y al periodista Clive McTaggart.